# Mùa bão khu vực Úc 2019-20
Mùa bão khu vực Úc 2019-20 là khoảng thời gian trong năm khi hầu hết các cơn xoáy thuận nhiệt đới hình thành ở phía nam của Ấn Độ Dương và Thái Bình Dương giữa 90°Đ và 160°Đ. Mùa bão chính thức bắt đầu vào ngày 1 tháng 11 năm 2019 và sẽ kết thúc vào ngày 30 tháng 4 năm 2020; tuy nhiên, một cơn xoáy thuận nhiệt đới có thể hình thành bất cứ lúc nào trong khoảng thời gian từ ngày 1 tháng 7 năm 2019 đến ngày 30 tháng 6 năm 2020 và sẽ được tính vào tổng mùa. Trong mùa, các cơn xoáy thuận nhiệt đới sẽ được theo dõi chính thức bởi Cục Khí tượng Úc (BoM), Cơ quan Khí hậu và Địa vật lý Indonesia (BMKG) và Dịch vụ Thời tiết Quốc gia Papua New Guinea. Trung tâm Cảnh báo bão Liên hợp (JTWC) và các cơ quan khác như Dịch vụ Khí tượng thủy văn (FMS), Dịch vụ Khí tượng của New Zealand (MetService) và Météo-France tại La Réunion, cũng sẽ giám sát, theo dõi các khu vực của họ trong mùa.
Phạm vi bài viết này đề cập đến xoáy thuận nhiệt đới ở khu vực Úc. Các loại xoáy khác như xoáy thuận cận nhiệt đới, xoáy thuận ngoại nhiệt đới, xoáy nghịch, polar low, polar high,... không đề cập đến trong bài viết này.

## Tên bão

### Tên xoáy thuận nhiệt đới
Cục Khí tượng Úc (BoM)
| - Blake - Claudia - Damien - Esther - Ferdinand - Gretel - Harold | - Imogen (chưa sử dụng) - Joshua (chưa sử dụng) - Kimi (chưa sử dụng) - Lucas (chưa sử dụng) - Marian (chưa sử dụng) - Niran (chưa sử dụng) - Odette (chưa sử dụng) |

TCWC Jakarta
| - Mangga - Seroja (chưa sử dụng) - Teratai (chưa sử dụng) - Anggrek (chưa sử dụng) | - Bakung (chưa sử dụng) - Cempaka (chưa sử dụng) - Dahlia (chưa sử dụng) - Flamboyan (chưa sử dụng) |

TCWC Port Moresby
| - Alu (chưa sử dụng) - Buri (chưa sử dụng) - Dodo (chưa sử dụng) - Emau (chưa sử dụng) - Fere (chưa sử dụng) | - Hibu (chưa sử dụng) - Ila (chưa sử dụng) - Kama (chưa sử dụng) - Lobu (chưa sử dụng) - Maila (chưa sử dụng) |